# Организам
Организам је са биолошке тачке гледишта било који повезани животни систем. У ову категорију потпадају микроорганизми, биљке, гљиве, животиње и археје. Сваки организам у мањој или већој мери има могућност да осети и одговори на стимулусе (дражи и надражаје), да се размножава, расте и развија, а има и способност хомеостазе (самоодржавања).
Организми се према броју ћелија деле на једноћелијске (уницелуларне) и вишећелијске (мултицелуларне). Први се састоје од само једне ћелије која обавља све животне функције. Поједини једноћелијски организми образују колоније, што доводи до специјализације ћелија. Друга група је изграђена од великог броја ћелија, неколико билиона у случају људи. Такви организми су вишећелијски, а могу бити на ћелијском нивоу организације (у случају плакозоа), док други образују ткива, органе, органске апарате и системе органа.
Према уређености ћелијског једра (нуклеуса), организми се деле на прокариотске и еукариотске. Прокариоте сачињавају два домена — бактерије и архее. Њихова цитоплазма је зрнаста и колико-толико једнаког састава у свим њеним деловима. Еукариоте чине трећи домен, а карактерише их присуство мембраном издвојеног једра око којег се додатно налазе специјализоване ћелијске органеле, (као што су митохондрије код животиња и биљки, и пластиди код биљки и алги, све од којих се генерално сматрају да су изведене из ендосимбиотских бактерија). све са улогом обављања животних процеса.
Таксономски гледано, организми се деле на три претходно поменута домена. Унутар ових домена налазе се и према традиционалној подели установљених пет царстава — царство бактерија, царство протиста, царство гљива, царство биљака и царство животиња. Само бактерије су прокариоте. Сви од набројаних организама су ћелијски. Ван свих досад поменутих категорија налазе се нећелијски организми, што су у ствари вируси.
Појам организам потиче од грчке речи органисмос (грч. ὀργανισμός), која своје порекло вуче од такође грчке речи органон (ὄργανον) у значењу оруђе, алат, инструмент. Исту етимологију имају сродне речи попут организација. У зависности од потребе за кисеоником, могу бити аеробни или анаеробни. Ван биолошког описивања организама као таквих, под овим појмом се подразумева сваки самоодржив (аутономан) и правилно уређен ентитет.
Процењује се да је садашњи број врста на Земљи у опсегу од 10 до 14 милиона,од којих је само око 1,2 милиона било до сад документовано. Процењује се да је изумрло више од 99% од свих врста, што је преко пет милијарди врста, које су икад живеле. Године 2016, сет од 355 гена из последњег универзалног заједничког претка (LUCA) свих живих организама је био идентификован.

## Етимологија
Термин „организам“ (од грчког ὀργανισμός, organismos, од ὄργανον, organon, i.e. „инструмент, имплементација, алат, орган чула или схватања“) се први пут јавио у енглеском језику 1703. године и попримио је своју данашњу дефиницију до 1834. (Оксфордски енглески речник). Он је у директном сродству са термином „организација“. Постоји дуга традиција дефинисања организма као самоорганизованих створења, која датира уназад до бар Имануел Кантовог дела Critique of Judgment из 1790. године.

## Дефиниције
Организам се може дефинисати као склоп молекула који функционишу као мање више стабилна целина која манифестује својства живота. Дефиниције у речницима могу да буду широке, и да користе фразе као што су „било која жива структура, као што је биљка, животиња, гљивица или бактерија, способна за раст и репродукцију“. Многе дефиниције искључују вирусе и могуће вештачке неорганске животне форме, пошто су вируси зависни од биохемијске машинерије ћелије домаћина за репродукцију. Суперорганизам је организам који се састоји од многих индивидуа које заједнички делују као јединствена функциона или друштвена јединица.
Постојала је контроверза о најбољем начину дефинисања организма као и да ли је таква дефиниција потребна или не. Неколико доприноса и респонса сугеришу да категорија „организам“ можда и није адекватна у биологији.

### Нећелијски живот
Вируси се типично не сматрају организмима јер немају способност аутономне репродукције, раста или метаболизма. Ова контроверза је проблематична јер су неки ћелијски организми такође неспособни за самосталан опстанак (али су способни за независни метаболизам и ширење) и живе као обавезни интрацелуларни паразити. Иако вируси имају неколико ензима и молекула карактеристичних за живе организме, они немају сопствени метаболизам; они не могу синтетисати и организовати органска једињења из којих су формирани. Наравно, ово искључује аутономну репродукцију: они се могу само пасивно репликовати машинеријом ћелије домаћина. У том смислу, они су слични неживој материји. Мада вируси не одржавају независан метаболизам, и стога се обично не класификују као организми, они имају своје гене и они еволуирају механизмом сличним еволуционим механизмима организама.
Најчешћи аргумент у подршци вирусима као живим организмима је њихова способност да се подвргну еволуцији и да се репродукују самосталним склапањем. Неки научници тврде да вируси нити еволуирају, нити се саморепродукују. Заправо, вируси су еволуирани помоћу њихових ћелија домаћина, што значи да је постојала коеволуција вируса и ћелија домаћина. Да ћелије домаћина нису постојале, вирусна еволуција би била немогућа. Ово не важи за ћелије. Да вируси нису постојали, правац ћелијске еволуције би био различит, али ћелије би независно од тога могле да еволуирају. Што се тиче репродукције, вируси се у потпуности ослањају на машинерију домаћина за репликацију. Откриће виралних мегагенома са генима који кодирају за енергетски метаболизам и протеинску синтезу подстакло је расправу о томе да ли вируси припадају стаблу живота. Присуство ових гена може да сугерише да су вируси некада могли да врше метаболизам. Међутим, касније је откривено да гени који кодирају компоненте неопходне за метаболизам енергије и протеина имају ћелијско порекло. Највероватније је да су ови гени стечени путем хоризонталног преноса гена од вирусних домаћина.

## Хемија
Организми су комплексни хемијски системи, организовани на начине који промовишу репродукцију и неку меру одрживости или опстанка. Исти закони који регулишу неживу хемију управљају хемијским процесима живота. Генерално, то су феномени целокупних организама који одређују њихову подобност за животну средину и стога преживљавање њихових гена базираних на ДНК.
Организми јасно дугују своје порекло, метаболизам и многе друге унутрашње функције хемијским феноменима, посебно хемији великих органских молекула. Организми су сложени системи хемијских једињења који кроз интеракцију и околину играју разноврсне улоге.
Организми су полу-затворени хемијски системи. Иако су индивидуалне јединице живота (како то захтева дефиниција), они нису затворени за окружење око себе. Да би опстали, они стално узимају и ослобађају енергију. Аутотрофи ослобађају корисну енергију (у облику органских једињења) користећи светлост сунца или неорганска једињења, док хетеротрофи користе органска једињења из околине.
Примарни хемијски елемент у овим једињењима је угљеник. Хемијске особине овог елемента, као што је његов велики афинитет за везивање са другим малим атомима, укључујући друге атоме угљеника, и његова мала величина дају му способност формирања вишеструких веза, те га чине идеалном основом органског живота. Угљеник може да формира мала триатомна једињења (као што је угљен-диоксид), као и велике ланце од више хиљада атома који могу да чувају податке (нуклеинске киселине), држе ћелије заједно, и преносе информације (протеине).

### Макромолекули
Једињења која сачињавају организме се могу поделити у макромолекуле и друге, мање молекуле. Четири групе макромолекула су нуклеинске киселине, протеини, угљени хидрати и липиди. Нуклеинске киселине (специфично дезоксирибонуклеинска киселина, или ДНК) се користе за чување генетичких података у виду секвенци нуклеотида. Специфична секвенца четири различита типа нуклеотида (аденин, цитозин, гуанин, и тимин) диктира многе карактеристике које дефинишу организам. Секвенца се дели у кодоне, сваки од којих је специфична секвенца од три нуклеотида и кореспондира специфичној аминокиселини. Стога ДНК секвенца кодира за специфични протеин који се, услед хемијских својстава аминокиселина од којих је направљен, савија на специфичан начин што му омогућава извођење специфичне функције у организму.
Неке од значајнијих протеинских функција су:
1. Ензими катализују све метаболичке реакције
2. Структурни протеини, као што су тубулин, или колаген
3. Регулаторни протеини, као што су транскрипциони фактори или циклини који регулишу ћелијски циклус
4. Сигнални молекули или њихови рецептори као што су неки хормони и њихови рецептори
5. Одбрамбени протеини, који могу да обухватају све од антитела имунског система, до токсина (нпр., дендротоксини змија), до протеина који садрже неуобичајене аминокиселине попут канаванина

Двослој фосфолипида сачињава ћелијске мембране које представљају баријеру, којом је обухваћено све унутар ћелије и спречавају једињења да слободно улазе и излазе из ћелије. Услед селективне пермеабилности фосфолипидне мембране само специфични молекули могу да прођу кроз њу. Код неких вишећелијских организама оне служе складиште енергије и посредују комуникацију између ћелија. Угљени хидрати се лакше разлажу од липида и производе веше енергије у односу на липиде и протеине. Заправо, угљени хидрати преферентни извор енергије свих живих организама.

## Структура
Сви организми се састоје од структурних јединица званих ћелије; неки садрже једну ћелију (једноћелијски), а други могу да садрже многе ћелије (вишећелијски). Вишећелијски организми имају способност специјализације ћелија ради вршења специфичних функција. Група таквих ћелија је ткиво, и код животиња она се јављају као четири основна типа, наиме епител, нервно ткиво, мишићно ткиво, и везивно ткиво. Неколико типова ткива функционише заједно у формирању органа ради обављања одређене функције (као што је пумпање крви срцем, или као баријера за околину као што је кожа). Овај образац се наставља до највишег нивоа при чему неколико организама функционише као систем органа као што је репродуктивни систем, или дигестивни систем. Многи вишећелијски организми се састоје од неколико система органа, који су координисани да би се омогућио живот.

### Ћелија
Ћелијска теорија, коју су први развили Шлајден и Шван 1839. године, наводи да се сви организми састоје од једне или више ћелија; све ћелије потичу од претходно постојећих ћелија; и ћелије садрже наследне информације које су неопходне за регулацију ћелијских функција и за пренос информација на следећу ћелијску генерацију.
Постоје два типа ћелија, еукариотске и прокариотске. Прокариотске ћелије су обично самосталне, док се еукариотске ћелије обично налазе у вишећелијским организмима. Прокариотским ћелијама недостаје једарни овој тако да је ДНК невезана унутар ћелије; еукариотске ћелије имају једарне овоје.
Све ћелије, било да су прокариотске или еукариотске, имају мембране, које обухватају ћелију, одваја своју унутрашњост од своје околине, регулишу оно што се улази и излази, и одржавају електрични ћелијски потенцијал. Унутар мембране, слана цитоплазма заузима највећи део ћелијске запремине. Све ћелије поседују ДНК, наследни материјал гена и РНК, који садрже информације неопходне за изградњу различитих протеина као што су ензими, ћелијска примарна машинерија. Постоје и друге врсте биомолекула у ћелијама.
Све ћелије имају неколико заједничких карактеристика:
- Репродукција путем ћелијске деобе (бинарна фисија, митоза или мејоза).
- Употреба ензима и других протеина кодираних ДНК генима и изражених путем информационе RNК интермедијера и рибозома.
- Метаболизам, којим је обухваћено узимање сирових молекула, изградња ћелијских компоненти, конвертовање енергије, молекула и ослобађање нуспроизвода. Функционисање ћелије зависи од њене способности да екстрахује и користи хемијску енергију органских молекула. Ова енергија се изводи из метаболичких путева.
- Респонс на спољашње и унутрашње стимулусе као што су промене температуре, pH или нивоа нутријената.
- Ћелијски садржај је обухваћен ћелијском површинском мембраном која садржи протеине и липидни двослој.

### Чланци
- Weiss, Madeline C.; Sousa, Filipa L.; Mrnjavac, Natalia; Neukirchen, Sinje; Roettger, Mayo; Nelson-Sathi, Shijulal; Martin, William F. (2016). „The physiology and habitat of the last universal common ancestor”. Nature Microbiology. 1 (9): 16116. PMID 27562259. doi:10.1038/nmicrobiol.2016.116.